# Закон Мозлі

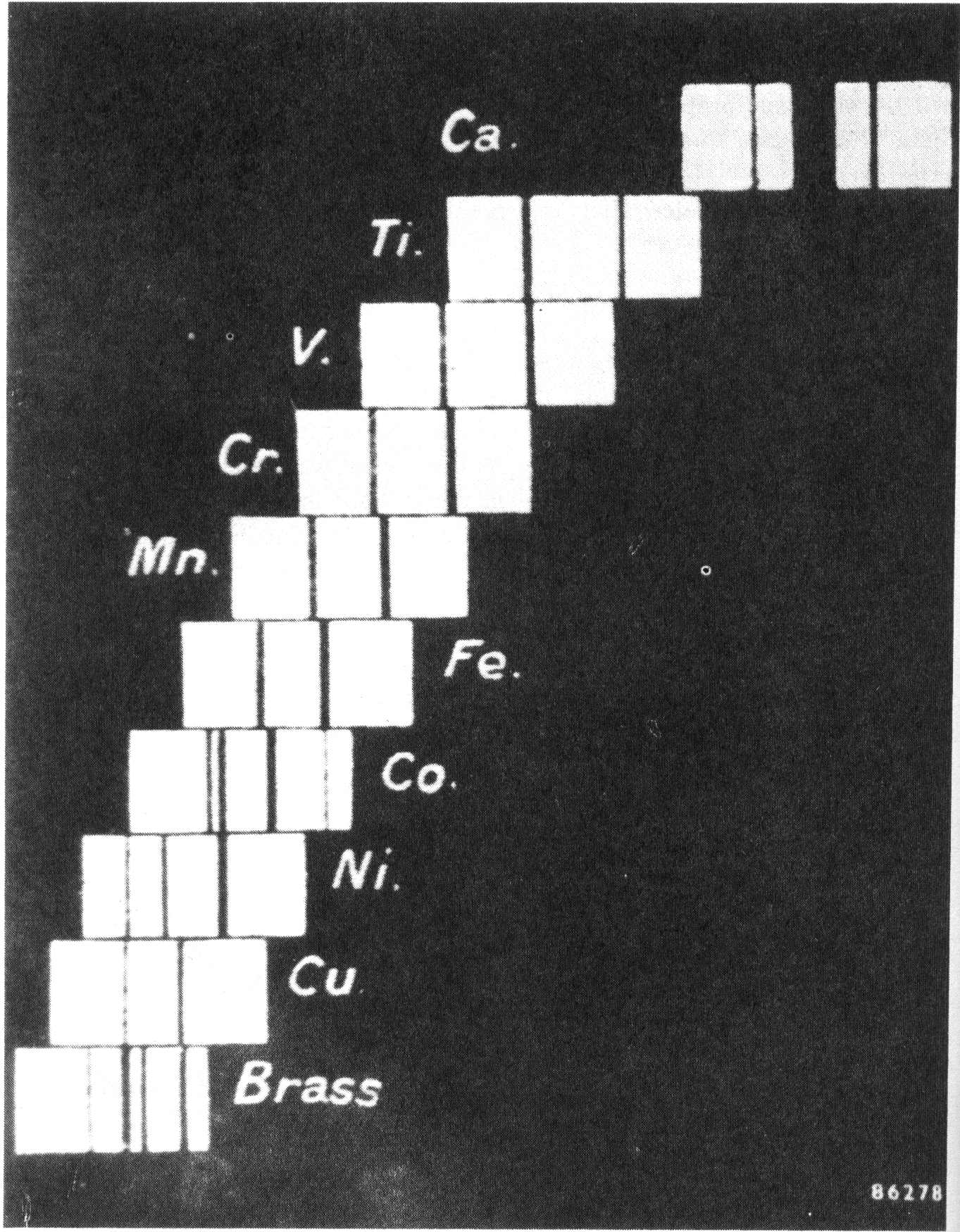
Спектральні та лінії для низки хімічних елементів

Закон Мозлі — емпірично встановлена залежність частоти та довжини хвилі серій характеристичного рентгенівського випромінювання від атомного номера хімічного елемента. Встановлений англійським фізиком Генрі Мозлі в 1913 році.
Для лінії {\displaystyle K_{\alpha }} характеристичного випромінювання закон Мозлі має вигляд:
{\displaystyle {\frac {1}{\lambda _{K_{\alpha }}}}=R(Z-1)^{2}\left({\frac {1}{1^{2}}}-{\frac {1}{2^{2}}}\right)}
Для інших серій
{\displaystyle {\frac {1}{\lambda _{K_{\alpha }}}}=R(Z-\sigma _{mn})^{2}\left({\frac {1}{n^{2}}}-{\frac {1}{m^{2}}}\right)},
де {\displaystyle \sigma _{mn}} — деяке число, що описує екранування заряду ядра внутрішніми електронами.
Закон носить ім'я свого першовідкривача — англійського фізика Генрі Мозлі.

## Історичне значення
Закон Мозлі відіграв дуже важливу роль в ідентифікації хімічних елементів та визначення їхнього місця в періодичній таблиці. Складаючи періодичну таблицю, Дмитро Менделєєв опирався на відомі значення атомних мас елементів. Однак йому довелося переставити деякі елементи місцями й припустити існування інших, ще невідомих.
На відміну від атомної маси, закон Мозлі не має винятків — спектральні лінії характеристичного рентгенівського випромінювання розташовані у строгій закономірності. Аналіз їхніх частот дозволив точно встановити місця в періодичній таблиці перехідних елементів, які мають схожі хімічні властивості й не сильно різняться за масою. Аналіз спектрів допоміг також переконатися в тому, що в періодичній таблиці нема прогалин — від водню до урану рівно 92 хімічні елементи.